# Pont romain (Spoy)
Le pont romain est situé sur la commune de Spoy, dans le département de l'Aube, en France.

## Description
Le pont à deux arches en pierre franchit le Landion.

## Historique
L'édifice est classé au titre des monuments historiques en 1973.